# Охен
Охен (на испански: Ojén) е населено място и община в Испания. Намира се в провинция Малага, в състава на автономната област Андалусия. Общината влиза в състава на района (комарка) Коста дел Сол Оксидентал. Заема площ от 86 km². Населението му ето му е 2949 души (по преброяване от 2010 г.). Разстоянието до административния център на провинцията e 67 km.